# Hans Rectanus
 Hans Rectanus (* 18. Februar 1935 in Worms am Rhein) ist ein deutscher Musikwissenschaftler, Musikpädagoge, Organist und Chorleiter.

## Leben
Rectanus studierte von 1955 bis 1960 an den Universitäten Frankfurt am Main und Wien Musikwissenschaft, Germanistik, Kunstgeschichte, Pädagogik und Philosophie sowie an der Frankfurter Staatlichen Hochschule für Musik und Darstellende Kunst Frankfurt Schulmusik, Chordirigieren bei Kurt Thomas, Orchesterdirigieren bei Karl Maria Zwißler. An der Akademie für Musik und darstellende Kunst Wien war er Mitglied in der Dirigentenklasse von Hans Swarowsky.
Nach dem ersten und zweiten Staatsexamen für  das Lehramt an Gymnasien und Lehrtätigkeit in den Fächern Musik, Deutsch und Latein nahm er eine Stelle als Wissenschaftlicher Assistent am Institut für Musikpädagogik der Johann Wolfgang Goethe-Universität Frankfurt am Main an und promovierte dort 1966 bei Helmuth Osthoff mit einer Arbeit über die musikdramatischen Werke Hans Pfitzners. Im gleichen Jahr wurde er als Dozent an die Pädagogische Hochschule Heidelberg berufen und 1971 zum Professor für Musik und ihre Didaktik ernannt; von 1989 bis 2003 war er zudem als Lehrbeauftragter an der Frankfurter Universität tätig.
1968 absolvierte Rectanus an der Evangelischen Kirchenmusikschule Schlüchtern das Examen für hauptamtliche Kirchenmusiker (B-Examen) und wurde von der Bundesvereinigung Deutscher Chorverbände zum „Chordirektor“ und vom Fachverband Deutscher Berufschorleiter zum „Musikdirektor“ ernannt. Er leitete über 40 Jahre Chöre aller Sparten, mit denen er auch größere Werke wie die Chorphantasie (Beethoven), Die Schöpfung (Haydn), die Carmina burana (Orff) aufführte. Konzertreisen führten ihn nach England, Frankreich, Holland, Bulgarien. Neben zahlreichen Orgelkonzerten in der Region wurde er unter anderem nach Passau, Straßburg, Lyon, Luxemburg und Williamsburg (USA) eingeladen.
Rectanus ist Mitglied im Präsidium der Hans Pfitzner-Gesellschaft München und war 10 Jahre Mitglied im Musikausschuss des Badischen Chorverbands.

## Forschungs- und Arbeitsschwerpunkte
Im musikwissenschaftlichen Bereich veröffentlichte er 30 Aufsätze in Sammelbänden und Fachzeitschriften zu Hans Pfitzner, die gleiche Anzahl zu musikpädagogischen und chormusikalischen Themen. Er ist Herausgeber der Gesamtausgabe (in zwei Bänden) der Lieder Hans Pfitzners und einiger früher Kammermusikwerke sowie Verfasser von Personen- und Sachartikeln in musikpädagogischen und musikwissenschaftlichen Lexika, davon 16 Artikel in der 28-bändigen Neubearbeitung der Musikenzyklopädie „Die Musik in Geschichte und Gegenwart“ (MGG.).

## Publikationen (Auswahl)
- Leitmotivik und Form in den musikdramatischen Werken Hans Pfitzners (= Literarhistorisch-musikwissenschaftliche Abhandlungen 18, hrsg. von Friedrich Gennrich) [= Diss. phil. Johann Wolfgang Goethe-Universität Frankfurt am Main 1966] Würzburg 1967
- „Ich kenne Dich, Josquin, du Herrlicher“ … Bemerkungen zu thematischen Verwandtschaften zwischen Josquin, Palestrina und Pfitzner. In: Ludwig Finscher (Hrsg.): Renaissance-Studien, Festschrift Helmuth Osthoff (=Frankfurter Beiträge zur Musikwissenschaft, 11). Tutzing 1979, ISBN 3-7952-0256-6, S. 211–222
- Pfitzners frühe Werke – Bestand und stilistische Anmerkungen.] In: Wolfgang Osthoff (Hrsg.): Symposium Hans Pfitzner Berlin 1981, Tagungsbericht (= Veröffentlichungen der Hans Pfitzner-Gesellschaft, 3). Tutzing 1984, ISBN 3-7952-0434-8, S. 89–98
- Die pädagogisch-künstlerische Arbeit mit Laienchören – Tätigkeitsprofile und Qualifikationen.] In: Hans Günther Bastian (Hrsg.): Schulmusiklehrer und Laienmusik – Musiklehrerausbildung vor neuen Aufgaben? (=Gegenwartsfragen der Musikpädagogik, 2). Essen 1988, ISBN 3-89206-242-0, S. 148–159
- The Historical and Musical Significance of Lubeck, Braunschweig und Munich in the Nineteenth Century. In: William E. Grim,  Michael B.Harper (Hrsg.): Yearbook of Interdisciplinary Studies in the Fine Arts, Vol. 2, 1990. New York 1991, S. 703–714, ISSN 1048-860X
- Margrit Hügel, Maria Dombrowsky, Lilo Martin – Drei Komponistinnen in Hans Pfitzners Berliner und Münchner Meisterklassen. In: Annegrit Laubenthal (Hrsg.) unter Mitarbeit von Kara Kusan-Windweh: Studien zur Musikgeschichte. Eine Festschrift für Ludwig Finscher. Kassel 1995, ISBN 978-3-7618-1222-8, S. 750–758
- Hans Pfitzners nachgelassene Goethe-Kantate „Urworte orphisch“ op. 57.] In: Peter Cahn, Wolfgang Osthoff (Hrsg.): Hans Pfitzner – „Das Herz“ und der Übergang zum Spätwerk. Bericht über das Symposium Rudolstadt 1993 (= Veröffentlichungen der Hans Pfitzner-Gesellschaft, 7). Tutzing 1997, ISBN 3-7952-0915-3, S. 243–259
- Lernfeld Chor – der Laienchorleiter als Chorerzieher.] In: Friedhelm Brusniak, Dietmar Klenke (Hrsg.): Volksschullehrer und außerschulische Musikkultur – Tagungsbericht Feuchtwangen 1997 (=Feuchtwanger Beiträge zur Musikforschung, 2). Augsburg 1998, ISBN 3-89639-144-5, S. 241–247
- Was ich von der sogenannten Jöde-Bewegung hörte, hat mich mit Entsetzen erfüllt – Hans Pfitzner als Gegenpädagoge im Spannungsfeld der Musikpädagogik seiner Zeit. In: Gunter Kreutz, Johannes Bähr (Hrsg.): Anstöße – musikalische Bildung fordern und fördern, Festschrift für Hans Günther Bastian (= Forum Musikpädagogik, 63). Augsburg 2004, ISBN 3-89639-438-X, S. 153–171
- Palestrina in Paris, Das Herz in Bordeaux: stattgefundene und geplante Pfitzner-Aufführungen der vierziger Jahre in Frankreich.] In: Wolfgang Osthoff (Hrsg.): Hans Pfitzner und das musikalische Theater, Bericht über das Symposion Schloss Thurnau 1999 (=Veröffentlichungen der Hans Pfitzner-Gesellschaft, 8). Tutzing 2008, ISBN 978-3-7952-1254-4, S. 155–168

Herausgebertätigkeit
- Hans Pfitzner, Sämtliche Lieder mit Klavierbegleitung, Band 1 Mainz 1979, ISMN 979-0-001-07111-6 (Suche im DNB-Portal); Band 2 mit Anhang: Frühe Lieder und Fragmente, Mainz 1983
- Hans Pfitzner, Streichquartett in d (1886). Erstausgabe (in Stimmen), Kassel u. a. 1972, BA 19115
- Hans Pfitzner, Trio B-Dur für Violine, Violoncello und Klavier (1886), Erstausgabe, Partitur und Stimmen, Ergänzungen im 2. Satz von Gerhard Frommel, Mainz 1982, ED6963
- Hans Pfitzner, Vier frühe Lieder für mittlere Stimme und Klavier, Erstausgabe. 1. Auflage Mainz 2007, 2. Auflage Mainz 2008, ISMN 979-0-001-13896-3 (Suche im DNB-Portal)